# ひとりごと (ポール・サイモンのアルバム)
『ひとりごと』 (There Goes Rhymin' Simon) はポール・サイモンによる3作目のソロ・アルバム。

## 収録曲
すべてポール・サイモン作曲。但し「アメリカの歌」にはヨハン・ゼバスティアン・バッハの「マタイ受難曲」のメロディーが引用されている。
Side 1
1. 僕のコダクローム - Kodachrome - 3:32
2. 君のやさしさ - Tenderness - 2:53
3. 夢のマルディ・グラ - Take Me to the Mardi Gras - 3:27
4. 何かがうまく - Something So Right - 4:33
5. 君の天井は僕の床 - One Man's Ceiling Is Another Man's Floor - 3:44

Side 2
1. アメリカの歌 - American Tune - 3:43
2. 素晴らしかったその日 - Was a Sunny Day - 3:41
3. 落ちることを学びなさい - Learn How to Fall - 2:44
4. セント・ジュディーのほうき星 - St. Judy's Comet - 3:19
5. 母からの愛のように - Loves Me Like a Rock - 3:31

### 2004年リマスター盤ボーナストラック
1. レット・ミー・リヴ・イン・ユア・シティ（デモ） - Let Me Live in Your City (work-in-progress) - 4:21
2. 夢のマルディ・グラ（アコースティック・デモ） - Take Me to the Mardi Gras (acoustic demo) - 2:31
3. アメリカの歌（未完成デモ） - American Tune (unfinished demo) - 4:03
4. 母からの愛のように（アコースティック・デモ） - Loves Me Like a Rock (acoustic demo) - 3:24